# Kronos (sous-marin)
Le Kronos est un sous-marin de poche, conçu et construit aux Émirats arabes unis par la société Highland Systems, composée principalement d’ingénieurs ukrainiens. Conçu à l’origine pour des usages civils, le submersible a été militarisé après le début de la guerre russo-ukrainienne en février 2022. Quand il sera opérationnel, il pourra être déployé en mer Noire pour en disputer le contrôle à la marine russe.

## Historique
Le Kronos a été conçu par la start-up Highland Systems, fondée par des ingénieurs ukrainiens et désormais basée aux Émirats arabes unis,,,,,,,,, et au Royaume-Uni,.
Highland Systems est dirigée par l’ingénieur ukrainien Alexander Kuznetsov, fondateur de la start-up. Âgé d’une quarantaine d’années, Kuznetsov est né en Ukraine mais a déménagé à l’âge de 6 ans en Russie pour y étudier, depuis l’école primaire jusqu’à l’obtention de son doctorat en ingénierie. Il est retourné dans son pays d’origine pour constituer une équipe afin d’essayer de construire le tout premier véhicule blindé amphibie électrique. Cela n’a pas été possible, dit-il, parce que la bureaucratie en Ukraine était trop lourde. Avant même le début de la guerre, il fallait déjà de multiples permis pour acheter des composants cruciaux. Afin d’acquérir les outils et les pièces nécessaires, l’équipe a déménagé aux Émirats arabes unis, « où vous pouvez obtenir tout ce que vous voulez » tant que vous avez l’argent pour l’acheter, dit-il. Ils ont rapidement trouvé un partenaire local, le fabricant de véhicules blindés STREIT Group, et ont finalement construit leur véhicule.
Highland Systems est spécialisée dans les projets technologiques innovants. Selon son site officiel, Highland System est « spécialisée dans le développement et la mise en œuvre en production de technologies de pointe » et conçoit notamment « des véhicules de combat à roues et amphibies spécialisés pour des applications militaires et de sécurité. ». Highland Systems a réalisé le véhicule amphibie hybride Storm, dont un prototype a été présenté à l’IDEX Abu Dhabi, le monospace Phantom, le Buggy Hunter MK-200 de rallye et un superyacht trimaran de luxe. La brochure de la société va plus loin, détaillant des drones furtifs supersoniques lourds, une gamme d’autres drones de petite et moyenne taille, des robots terrestres pour les tâches dangereuses et un programme d’électrification des chars de combat et des véhicules blindés lourds avec des groupes motopropulseurs hybrides-électriques. Highland Systems est pourtant composée de seulement sept ingénieurs, tous ayant travaillé en Ukraine dans différents emplois liés à la défense. La plupart sont ukrainiens, mais d’autres viennent de Moldavie ou d’Ouzbékistan. Ils ont chacun des domaines d’expertise différents. L’équipe adopte une approche agile, similaire à celle des start-ups de la Silicon Valley. Ils conçoivent, construisent, testent et n’ont pas peur d’innover,. Cet état d’esprit a permis à l’entreprise de créer de manière efficace et rapide des engins comme le Kronos.
Au départ, l’équipe avait décidé de construire un nouveau type de sous-marin personnel pour le travail et les loisirs. Dans l’esprit de Kouznetsov, ce navire devait avoir deux versions : l’une transporterait des travailleurs pour entretenir les infrastructures sous-marines, comme les câbles de télécommunication ou les plates-formes pétrolières. L’autre serait un véhicule de luxe, conçu pour les riches excentriques comme l’accessoire parfait de leurs mégayachts. Le projet semblait être à la fois amusant et lucratif. Mais lorsque Vladimir Poutine a déclenché l’invasion de l'Ukraine par la Russie, Kuznetsov et son équipe, comme d’autres ingénieurs et entreprises du pays, ont décidé de se réorganiser pour contribuer à la défense de leur patrie. Ils ont imaginé de redessiner le Kronos pour lutter contre la marine russe en mer Noire. Cela impliquait que le Kronos devait être adapté aux opérations militaires, avec de nouvelles capacités comme l’utilisation de sonars, le déploiement de mines magnétiques, le contrôle de mini-drones guidés par câble et même le lancement de torpilles. Pour passer de la conception de véhicule de loisirs à une machine de guerre, il a fallu 37 prototypes successifs qui ont été testés, d’abord avec des simulations informatiques puis avec des modèles réduits de tailles croissantes, à la fois dans des souffleries et de grandes piscines. Kouznetsov explique ainsi qu’aucune grande entreprise de l’industrie n’ait encore construit quelque chose comme le Kronos : « Dans de grandes entreprises, vous devez vous adresser à trois ou cinq échelons hiérarchiques pour approuver quoi que ce soit. Ici, nous n’avons pas cinq patrons. Nous ne sommes qu’un groupe de passionnés travaillant au milieu du désert ».
Le Kronos a été construit par Highland Systems avec Desert Power Designs LLC, dans un entrepôt industriel à l’extérieur de Dubaï, dans le désert d’Arabie. Il a été présenté pour la première fois en février 2023 dans le cadre du salon international de la défense NAVDEX consacré aux armes et aux technologies de défense, qui s’est déroulé du 20 au 24 février 2023 à Abou Dhabi,,,, où il a attiré l’attention d’experts. Entièrement noir, strié de liserés dorés, la silhouette menaçante de cet étrange engin a fait forte impression au grand public et aux représentants militaires des pays de l’OTAN qui l’ont inspecté avec incrédulité,.
Selon des informations publiées par le Kyiv Post le 16 avril 2024, le sous-marin a passé avec succès ses premiers tests pour une utilisation militaire,,,,. Une vidéo postée le 16 avril sur les réseaux sociaux montre le navire se déplaçant en mer.

## Origine du nom
Le Kronos tire son nom du roi des Titans dans la mythologie grecque. On peut imaginer que c’est pour évoquer un engin puissant et menaçant.

## Conception
Le Kronos possède un design futuriste, avec une coque hydrodynamique innovante en forme de raie manta (un type de poisson qui utilise ses nageoires gigantesques comme des ailes pour planer dans les profondeurs des océans) à la fois large et plate. Cette ergonomie réduit considérablement la consommation de carburant et la signature acoustique, augmente la vitesse maximale et offre une stabilité supérieure en surface, a déclaré Highland Systems. La coque est en acier, recouverte d’un matériau composite spécial qui absorbe le signal des sonars. Cela rend le Kronos plus furtif et plus difficile à détecter par les systèmes de défense ennemis,,,,,,,,,. Le matériau composite est à haute résistance, ce qui lui permet d’opérer dans toutes les conditions climatiques, des eaux équatoriales à l’océan Arctique.
Avec ses larges ailes qui plongent sous la ligne de flottaison à tribord et à bâbord et son cockpit en forme de goutte d’eau, le Kronos ressemble plus à un vaisseau spatial qu’à un submersible. Chaque aile est équipée d’ailerons, avec deux moteurs de manœuvre sur chaque aile, ce qui donne au Kronos une manœuvrabilité exceptionnelle : il peut manœuvrer sous l’eau comme un avion dans le ciel, car les ailes permettent au pilote de basculer la flottabilité comme la portance d’un avion, ce qui conduit à des descentes et des ascensions qui ressemblent plus à des vols qu’à des plongées. Il peut faire un demi-tour instantané à 180 degrés autour de son axe, et esquiver les menaces,,,, : « Si quelqu’un tire une torpille sur lui, le Kronos peut l’éviter en raison de sa maniabilité et de sa petite taille », a déclaré un porte-parole de Highland Systems.
Le Kronos est long de 9,025 mètres, large de 7,432 mètres et haut de 2,089 mètres,. Son poids à vide est de 10 tonnes et il a une capacité de charge utile de 3 tonnes,,. En raison de sa grande largeur, ses « ailes » sont repliables vers le haut (comme celles de certains avions embarqués sur porte-avions) pour faciliter son transport,,, ce qui permet de le transporter sur un camion plateau standard. Cette particularité le rend particulièrement précieux pour un déploiement rapide, partout dans le monde, en vue d’un sauvetage.
Le Kronos dispose d’une propulsion hybride, combinant un générateur diesel et un moteur électrique de 1200 chevaux (2400 Nm), entraînant un système de propulsion à hydrojet. Sa vitesse maximale est de 43,2 nœuds (80 km/h) en surface et 27 nœuds (50 km/h) en immersion. L'autonomie est de 18 heures sur les batteries seules, et de 36 heures sur le générateur diesel, soit 54 heures au total (ou 1000 kilomètres) en combinant les deux sources d’énergie. Il faut 1,5 heures pour recharger complètement les batteries. L’alimentation en air est garantie pendant 36 heures. Le sous-marin peut opérer à une « profondeur de travail » de 100 mètres et résister à une profondeur maximale de 250 mètres,,,,,,,,,,.
Sa vitesse en plongée égale, et même dépasse, la vitesse maximale officielle d’un sous-marin nucléaire d'attaque de classe Los Angeles, qui est de 20 nœuds, et correspond presque à sa vitesse maximale classifiée, qui est estimée à 30 à 33 nœuds. Il est beaucoup plus rapide que les propulseurs sous-marins existants pour les forces spéciales. En surface, sa vitesse est encore plus élevée. Un navire militaire typique, comme le destroyer ultra-moderne USS Zumwalt, atteint seulement 32 nœuds.
Bien qu’il ressemble à un avion, le « cockpit » du Kronos n’a pas de fenêtres. Au lieu de cela, son pilote utilise un périscope électronique et des écrans plats LCD, connectés à des caméras externes et à des capteurs thermiques, qui lui donnent une vue à 360 degrés autour du sous-marin. L'engin est bardé de capteurs et équipé d'un radar, d'un sonar, de systèmes de communication et d'une caméra de vision nocturne orientable à 360 degrés,,,,,.
L’équipage est réduit à un seul pilote, mais le Kronos peut accueillir jusqu’à 10 passagers,,,,,,,,,,, ce qui en fait un moyen de transport idéal pour les missions secrètes et l’infiltration de commandos des forces spéciales,. En effet, le sous-marin dispose d’une chambre sous pression et d’un sas permettant la sortie sous-marine des plongeurs de combat,. Ces passagers bénéficient d’un éclairage adaptatif, un système de survie automatisé et un système de climatisation,,,.
Même ce pilote n’est pas indispensable : le Kronos est équipé d’un système de télécommande à distance, ce qui le rend utilisable comme un drone,,,.
D’après son constructeur, le Kronos est conçu pour effectuer un large éventail de tâches civiles et militaires. Il convient aux opérations commerciales (telles que la vérification des conduites sous-marines pour les compagnies pétrolières et gazières, ou le transport de travailleurs pour l’entretien des câbles sous-marins de communication), aux opérations de recherche et sauvetage, ou aux opérations de combat. Dans un cadre militaire, le Kronos pourrait effectuer des tâches telles que patrouiller le long des côtes, effectuer des reconnaissances, des évacuations, ou mener des attaques contre l’ennemi,,,,,,,,,,.

## Armement
Le Kronos peut transporter une charge utile d’explosifs,,. Highland Systems a négocié avec l'industriel italien Leonardo l’achat de torpilles Black Scorpion,,, pour lesquelles le Kronos dispose de six tubes lance-torpilles (trois de chaque côté de la coque), dirigés vers l’avant. La Black Scorpion est une petite torpille : 127 mm de diamètre, 1,1 mètre de long, elle est dotée d'une charge explosive pesant 20 kg,, et peut atteindre une cible à une distance de 3 kilomètres,. Les torpilles Black Scorpion ne sont pas assez puissantes pour couler un navire, contrairement à une torpille lourde, mais elles peuvent faire suffisamment de dégâts pour l’immobiliser, par exemple en s’approchant de son sillage et en tirant sur ses hélices. Justement, le Kronos est capable de manœuvrer à grande vitesse et de se faufiler derrière les navires ennemis.
Un autre type de mission pourrait être effectué avec des mines magnétiques, que le Kronos collerait sur la coque d’un navire ennemi avant de s’éloigner et de faire exploser les mines à une distance de sécurité. Ce genre d’attaque est impossible contre un navire se déplaçant à pleine vitesse, mais un navire amarré serait vulnérable à ce type d’attaque. Le Kronos se comporterait alors davantage comme un drone sous-marin que comme un sous-marin d'attaque traditionnel.
Enfin, le dernier mode de destruction que le Kronos peut apporter à l’ennemi est de transporter des commandos des forces spéciales pour infiltrer le territoire ennemi et y mener des sabotages avec des explosifs.

## Navires comparables
Plusieurs sources notent la ressemblance frappante entre le design du Kronos et celui du drone sous-marin Manta Ray de Northrop Grumman. Ce projet mené par la Defense Advanced Research Projects Agency (DARPA), la branche du Pentagone destinée à la recherche sur les techniques avancées, vise à construire un drone sous-marin très maniable et à longue endurance qui peut planer sous l’eau de manière totalement autonome. Il s’inspire également de la forme d’une raie manta, qui est considérée comme l’une des formes biologiques les plus efficaces pour la navigation sous-marine. Il semble que la conception du Kronos a stimulé celle du Manta Ray, qui est passé en 2023 à la seconde phase de son développement.
D’autres sources notent qu’il n’y a rien de plus bizarre que le Kronos, sauf peut-être l’avion amphibie chasseur de sous-marins Bartini Beriev VVA-14 de l’Union soviétique.